# Thali
Thali là một nguyên tố hóa học trong bảng tuần hoàn nguyên tố có ký hiệu Tl và số nguyên tử bằng 81.
Nó có màu xám của kim loại yếu, trông giống thiếc nhưng thay đổi màu khi tiếp xúc với không khí. Thali rất độc và đã được dùng trong thuốc diệt chuột và côn trùng. Tuy nhiên các thuốc này gây ung thư và đã bị đình chỉ hay hạn chế tại một số nước. Nó cũng được dùng trong các máy dò hồng ngoại.

## Thuộc tính
Kim loại này rất mềm, dễ dát mỏng, có thể cắt bằng dao. Khi cho tiếp xúc lần đầu với không khí, Thali lúc đầu có sắc sáng bóng đặc trưng của kim loại, nhưng nhanh chóng bị mờ xỉn đi thành màu xám xanh do bị oxy hóa giống như chì. Nó có thể được bảo quản chống oxy hóa bằng cách ngâm trong dầu lửa hay dầu khoáng. Nếu để trong không khí lâu, một lớp oxide rất dày sẽ hình thành trên bề mặt khối thali. Nếu có thêm nước, lớp thali hydride sẽ hình thành.

## Ứng dụng
- Hợp chất thali sulfat từng được dùng làm thuốc diệt chuột và côn trùng do rất độc và không mùi, không vị. Tuy nhiên nó có thể ảnh hưởng đến sức khỏe con người và đã bị cấm ở một số nước.
- Độ dẫn điện của hợp chất thali sulfide, đặc biệt Tl2S, thay đổi khi được chiếu tia hồng ngoại, do vậy có thể được dùng chế tạo quang trở hồng ngoại.
- Các tinh thể thali bromide-thali iodide trong suốt đối với tia hồng ngoại, được dùng làm các thiết bị quang học sử dụng tia hồng ngoại, ví dụ các cửa sổ trước máy thu hồng ngoại.
- Thali oxide được dùng để chế tạo kính có chiết suất cao.
- Thali được pha với seleni trong vật liệu bán dẫn chế tạo các diode dành cho bộ nắn dòng.
- Thali dùng trong các dụng cụ thu tia gamma.
- Thali được dùng trong các chất lỏng nặng để lọc khoáng sản theo phương pháp chìm-nổi.
- Có thể dùng điều trị một số bệnh da liễu. Nhưng việc áp dụng bị hạn chế do tính độc của thali.
- Đồng vị phóng xạ thali-201 được dùng trong chẩn đoán radio trong y học hạt nhân.
- Khi kết hợp với lưu huỳnh, seleni hay arsenic, Thali có thể dùng để chế tạo kính quang học mật độ cao có điểm nóng chảy thấp (125 đến 150 °C). Các kính này có tính chất như kính thường ở nhiệt độ thông thường, nhưng rất bền, không tan trong nước và có chiết suất đồng nhất.
- Thali được dùng trong chế tạo vật liệu siêu dẫn nhiệt độ cao cho các ứng dụng như chụp cộng hưởng từ, lưu giữ năng lượng từ, lực đẩy từ, sản xuất điện năng và truyền điện.
- Trong nhiệt kế: Pha trộn thủy ngân (91,5%) và Thali (8,5%) tạo nên thể cùng tinh lỏng cho đến nhiệt độ -60 °C. Hỗn hợp này được dùng trong nhiệt kế cho những vùng rất lạnh.

## Lịch sử
Thali (xuất phát từ tiếng Hy Lạp thallos nghĩa là "nhánh cây non màu xanh lá cây") được phát hiện bởi William Crookes năm 1861 tại nước Anh khi ông đang nghiên cứu quang phổ phát xạ của chất Teluride trong một mẫu acid sulfuric của thực vật. Quang phổ vạch màu xanh lá cây sáng của thali đã khiến Crookes đặt tên nó như vậy. Năm 1862 cả Crookes và Claude-Auguste Lamy đều, độc lập với nhau, tách được kim loại này ra từ hợp chất của nó.

## Độ phổ biến
Trong vỏ Trái Đất Thali chiếm tỷ lệ 0,7 mg/kg, thuộc loại tương đối phổ biến, chủ yếu liên kết với khoáng chất kali trong bùn, đất, và đá granite nhưng thường khó chiết tách thương mại được từ các nguồn này. Nguồn thali thương mại lấy từ sản phẩm phụ của các quặng đồng, chì, thiếc,...

## Đồng vị
Thali có 25 đồng vị với khối lượng nguyên tử từ 184 đến 210. Chỉ có Tl–203 và Tl–205 là các đồng vị bền. Tl–204 là đồng vị phóng xạ bền nhất có chu kỳ bán rã là 3,78 năm.

## Cảnh báo
Thali và các hợp chất của nó rất độc, cần cẩn trọng khi làm việc với chúng.
Độc tính của thali là khả năng thay kali trong cơ thể, làm ngưng trệ nhiều hoạt động tế bào. Một số triệu chứng đặc trưng của nhiễm độc thali là rụng tóc, tổn thương thần kinh ngoại biên. Thali là một chất có thể gây ung thư.
Cần có thông gió tốt khi nấu chảy kim loại này. Việc tiếp xúc với các dung dịch thali không được vượt 0,1 mg trên m2 da trong trung bình 8 tiếng mỗi ngày.